# 鄭淶
鄭淶（1463年—？），字子水，浙江杭州府臨安縣人，軍籍，明朝政治人物。

## 生平
成化二十二年（1486年）丙午科浙江鄉試第七十八名舉人。弘治三年（1490年）中式庚戌科會試第八十二名，二甲第四十五名進士。

## 家族
曾祖鄭鑑；祖父鄭賢，京縣主簿；父鄭紓，母高氏；繼母邵氏。重庆下。弟沛。